# 岐阜県現代陶芸美術館
岐阜県現代陶芸美術館（ぎふけんげんだいとうげいびじゅつかん、Museum of Modern Ceramic Art, Gifu）は、岐阜県多治見市にある岐阜県運営の公立美術館。
セラミックパークMINOの中核施設として2002年10月12日に開館した。

## 概要
近現代の陶芸を専門としており、19世紀末以降の国内外における個人作家の陶芸作品、実用陶磁器、産業陶磁器を収集・所蔵し、展覧会を開催している。
2008年（平成20年）に発足した日本の陶磁専門公立博物館で構成される組織「陶磁ネットワーク会議」の創立メンバーである。
設備改修のため、2021年（令和3年）11月から休館し、2022年（令和4年）9月17日から再開する。
博物館法上の博物館（登録博物館）である。また、岐阜県独自の岐阜県まちかど美術館・博物館に登録されている。

### 建築
岐阜県現代陶芸美術館が存在するセラミックパークMINO全体が磯崎新による設計である。建物のタイルやレンガなどは地元陶磁器製品を多用されている。美術館展示室には、吊り免震構造で世界初となる「並進振子免震システム」を採用している。

## 開館時間等
- 開館時間　10:00～18:00（入館は17:30まで）
- 休館日　月曜日（月曜日が休日の場合は翌日）・12月29日～1月3日

## 交通アクセス
- JR中央本線多治見駅から
  - ききょうバス・オリベ観光ルート（土日祝：多治見市のコミュニティバス）
  - 東鉄バス（妻木線または瑞浪＝駄知＝多治見線で「セラパーク・現代陶芸美術館口」下車、徒歩10分）
  - タクシーで10分
- 中央自動車道多治見ICから車で10分
- 東海環状自動車道土岐南多治見ICから車で10分
- 無料駐車場（320台収容）